# 达维多夫卡
达维多夫卡（羅馬化：Davydovka）是俄罗斯沃罗涅日州的市级镇，属利斯基区，位于顿河支流赫沃罗斯坦河（Хворостань）畔，在州府沃罗涅日东南方。
该地2021年人口有4,671人；2010年人口5,633；2002年人口5,923；1989年人口6,207。